# PSR B1919+21

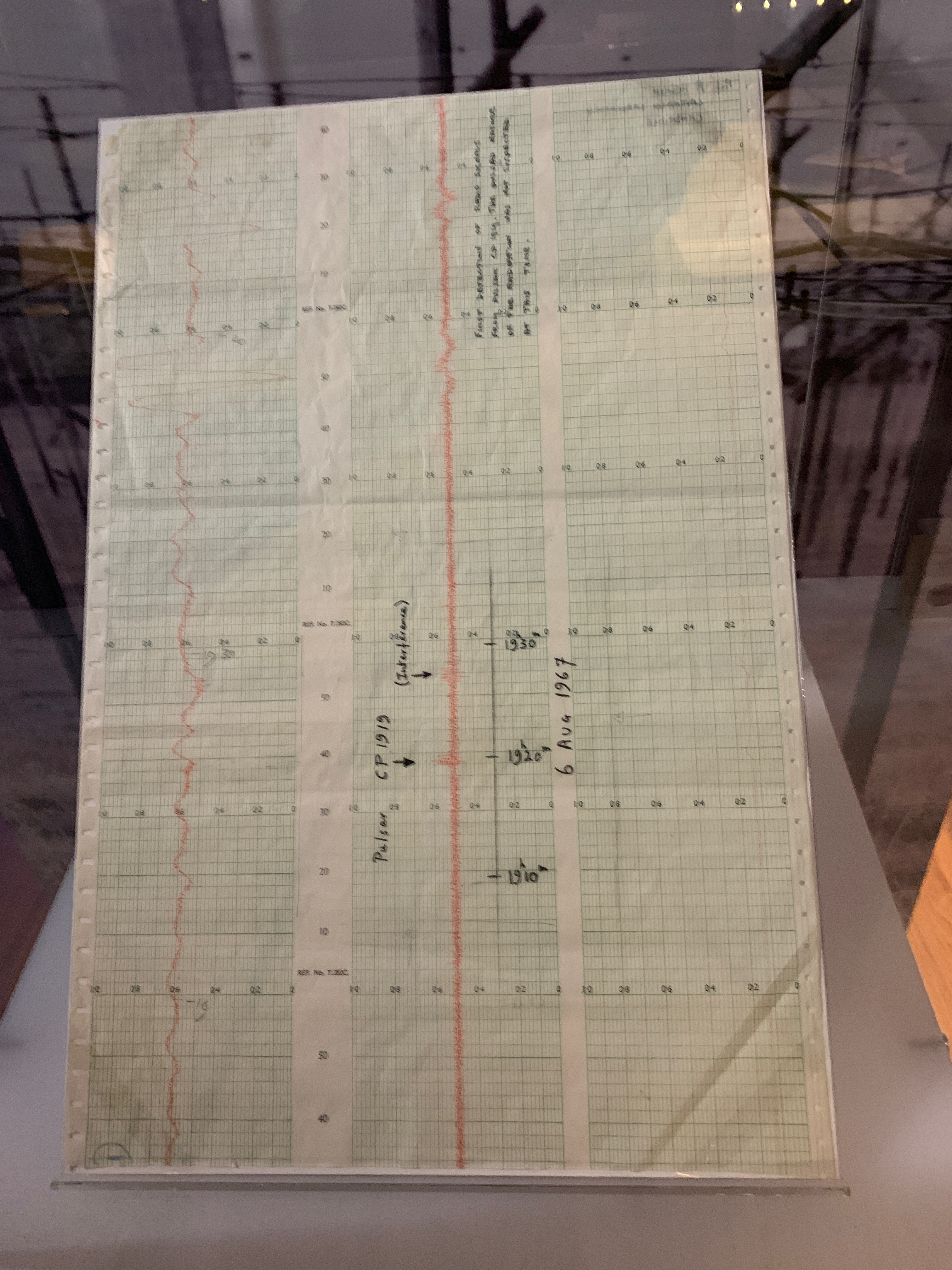
Graphique sur lequel Jocelyn Bell Burnell a reconnu pour la première fois la présence d’un pulsar (plus tard désigné PSR B1919+21), exposé à la bibliothèque de l’université de Cambridge.

Désignations
PSR B1919+21, également nommé CP 1919 et PSR J1921+2153 (voir Désignation des pulsars) est le premier pulsar découvert (si l'on excepte PSR B0329+54 dont le signal avait été capté auparavant sans attirer l'attention). Il est situé dans la constellation boréale du Petit Renard.

## Découverte et identification
La découverte de PSR 1919+21 revient à Jocelyn Bell (désormais Jocelyn Bell-Burnell), alors étudiante en thèse, et de son directeur de thèse, Antony Hewish. La découverte eut lieu dans le cadre d'une expérience visant à observer le phénomène de scintillation interstellaire dans le domaine des ondes radio. Dans ce but, Hewish et Jocelyn Bell construisirent une antenne opérant à la longueur d'onde de 3,7 m. C'est dans le mois qui suivit la mise en service de l'appareil, en juillet 1967, que fut détecté le premier signal du pulsar. Cependant, la forme du signal ne correspondait pas à ce qui était attendu pour un phénomène de scintillation, et l'observation fut dans un premier temps rejetée par Hewish, qui considérait qu'il devait être la résultante d'une interférence avec un instrument terrestre. Dans les mois qui suivirent, le même signal fut observé de façon sporadique, avec une avance de 4 minutes chaque jour, correspondant au lever de plus en plus tôt de la source, car fixe par rapport aux étoiles. En novembre 1967, Hewish abaissa progressivement la fréquence d'échantillonnage de son instrument, jusqu'à descendre en dessous de la seconde, et vit apparaître une périodicité extrêmement régulière du signal du pulsar, avec une période d'environ 1,337 seconde. Ce signal ne fut pas immédiatement interprété comme résultat de l'émission d'une étoile à neutrons en rotation rapide, et fut soupçonné d'être d'origine extraterrestre. Pour cette raison, il fut appelé sous le nom de code LGM-1, « LGM » correspondant à l'abréviation de l'anglais Little Green Men (« petits hommes verts »). C'est en partie pour cette raison que Hewish décida de ne pas diffuser immédiatement sa découverte, le temps d'avoir une meilleure compréhension de celle-ci. Ce n'est qu'en février 1968 qu'elle fut officiellement annoncée dans un article resté célèbre de la revue scientifique Nature.

## Spécificités
Si l'on excepte l'importance historique de l'observation de PSR B1919+21, celui-ci ne possède pas de caractéristiques atypiques pour un pulsar. Sa période de rotation est connue avec une précision de l'ordre de la picoseconde, étant actuellement (quand ?) de (1 337 301 192 269 ± 6) × 10−12 seconde (valeur du 13 avril 1970 à 22 h 48), mais elle augmente régulièrement de 1,34809·10−15 seconde par seconde, ou de 42,54 nanosecondes par an (soit, en 2023, déjà de 2,38 microsecondes depuis sa découverte en 1967, et de 2,25 microsecondes depuis la valeur donnée ci-dessus). Son âge caractéristique est d'un peu plus de 10 millions d'années. C'est un pulsar relativement proche, avec une distance estimée (assez précisément) à 660 parsecs. Il reste cependant un des rares pulsars dont la microstructure peut être étudiée. Ses micropulses ont une durée relativement longue (en fait la plus longue durée de micropulses connus), de l'ordre de 1,3 milliseconde.

## Référence culturelle
Une image des pulsations radio de CP. 1919, trouvée dans la Cambridge Encyclopedia of Astronomy, a été utilisée par Peter Saville pour la pochette d’Unknown Pleasures, le premier album du groupe de post-punk Joy Division. Elle provient de la thèse de doctorat de Harold D. Craft Jr, effectuée à l'observatoire d'Arecibo,.